# Hélène von Botiano
Hélène von Botiano est une compositrice allemande.

## Biographie
Hélène von Botiano a écrit divers morceaux pour piano, publiés à Brême.